# وادي ميتن (المهرة)

تعديل مصدري - تعديل

وادي ميتن هي إحدى قرى مديرية حات التابعة لمحافظة المهرة، بلغ تعداد سكانها 50 نسمة حسب تعداد اليمن لعام 2004.